# Foqion Postoli
Foqion Postoli (Korça, 1889. július 23. – Korça, 1927. október 2.) albán író, drámaíró, publicista. A két világháború közötti korszakban népszerű szentimentális történetek szerzője volt.

## Életútja
Korçai kereskedőcsalád sarja volt. Két éven át egy konstantinápolyi kereskedelmi iskolában tanult, majd 1907 körül családjával az Amerikai Egyesült Államokba emigrált, Massachusettsben telepedtek le. Egy cipőgyárban dolgozott, emellett az amerikai albánok szervezete, a Vatra Amerikai Összalbán Szövetség brocktoni fiókszervezetének titkáraként dolgozott, valamint részt vett a társaság folyóirata, a Dielli (’A Nap’) szerkesztésében és cikkeinek írásában.
1921-ben visszatért Albániába, hogy közreműködjön az önálló albán ortodox egyház megalapításában.

## Munkássága
Postoli kora irodalmának nem az első vonalbeli képviselői közé tartozott. Prózai és drámai munkáit egyaránt túlzott pátosz és szentimentalizmus, valamint kevésbé kiforrott formanyelv jellemezte,
Irodalmi tevékenysége az Amerikai Egyesült Államokban töltött évekhez, pontosabban az 1910 és 1919 között eltelt időszakhoz kötődnek. Munkáit rendszerint a Dielli folyóirat lapjain adta közre. Első, 1919-ben befejezett regénye Për mbrojtjen e atdheut (’A haza védelmében’) címen jelent meg 1921-ben. A nemzeti romantika korszakának kései alkotása hazafias érzelmekkel és erkölcsi mondanivalóval megtűzdelt szerelmi történet volt a történelem viharában egymástól elszakított férj, feleség és még karon ülő kisleányuk hosszú évek utáni egymásra találásáról.  1922-ben Korçában megjelent Lulja e kujtimit (’Az emlékezés virága’) című regénye témáját tekintve ismét hazafias üzeneteket közvetítő szerelmi történet volt, az előzőnél kevésbé mesterkélt és didaktikus, de szereplőinek kidolgozása továbbra is sematikus maradt. Az 1905 és 1908 közötti oszmánellenes albán felkelések időszakában Korçában játszódó történet az albán–görög szembenállást két fiatal szerelme történetén keresztül mutatta be. Ez a második Postoli-regény az 1920-as–1930-as évek Albániájában a legnépszerűbb olvasmányok közé tartozott.
Ugyancsak 1922-ben írta első színdarabját Detyra e nënës (’Anyai feladat’) címen. Később második, Lulja e kujtimit című regényét is dramatizálta, és 1924-ben színdarabként adta ki. Darabjait halála évében a tiranai Nemzeti Filmszínházban (Kinemateatër Nacional) működő, Mursin Serezi vezette színtársulat mutatta be.